# 里辰
里辰（德語：Rietschen），是德国萨克森州的市镇，隶属于格尔利茨县。总面积为73.19平方千米，截至2023年12月31日总人口为2,476人。